# فولكس فاغن بولو
فولكس فاجن بولو سيارة صغيرة تصنعها فولكس فاجن، وهي تباع في أوروبا، والأسواق الأخرى في جميع أنحاء العالم في صورة هاتشباك، الصالون، الكوبيه ومتغيرات أخرى.

## تاريخها

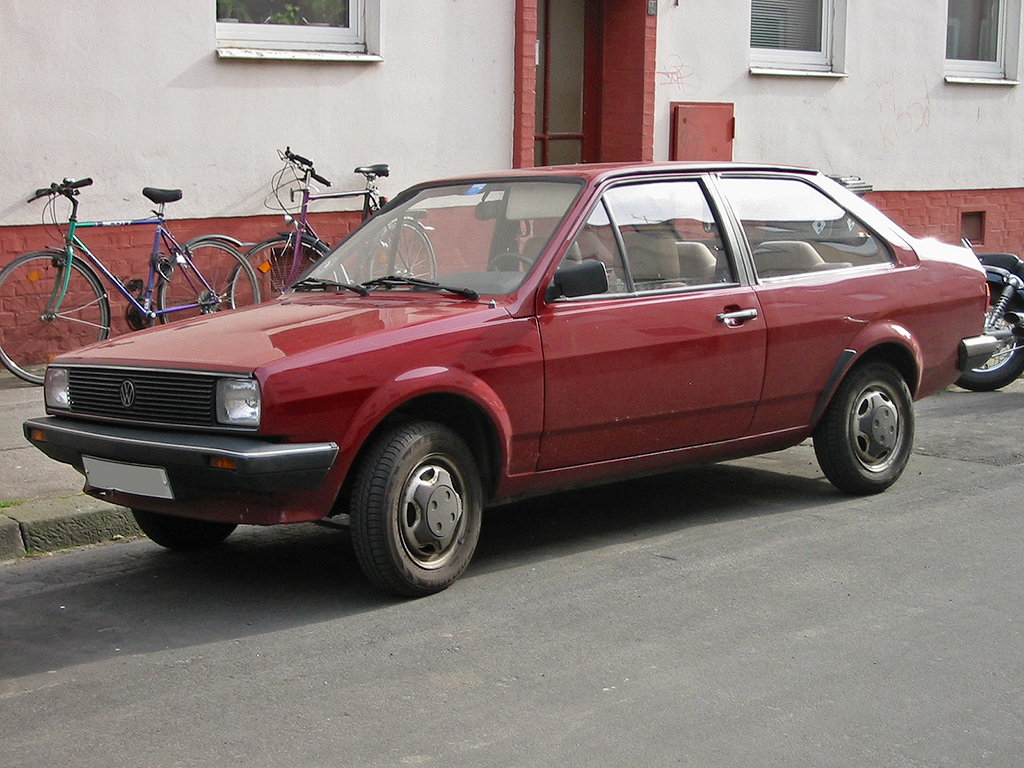
فولكسفاغن ديربي

اعتبارا من عام 2009، كانت هناك خمسة أجيال منفصلة للبولو، وعادة ما تتحدد من قبل «المجموعة» أو رقم «المارك».
بعض الأجيال تمت لها عملية تسمى فاسيليفتيد أو شد وجه في منتصف الطريق خلال الإنتاج، مع تعريف الإصدارات المحدثة بشكل غير رسمي من قبل إضافة F إلى رقم العلامة، على سبيل المثال الماركة IIF. بعض الصحف وهواة ينظر لعملية شد الوجه كنماذج منفصلة، وبالتالي قد اتستخدم التسميات غير الرسمية مثل ماركة بولو 1 إلى ماركة 7 للأجيال السابقة. كل نموذج من سيارات بولو يتم تحديدها أيضا عن طريق حرفين أو ثلاث من مجموعة فولكس فاجن وهو رقم الأنواع. يصف تاريخ فولكس فاجن بولو الماركات واحد إلى أربعة إما باستخدام الأرقام الرومانية  أو الأرقام العربية، مع عمليات الفاسيليفتيد المعروفة باسم «المرحلة الثانية» من النماذج.
تصميم جسد السيارة قد تفاوت خلال حياة السيارة، في الأصلا باعتبارها هاتشباك التي استمدت الفكرة من الأودي 50.  وهناك نسخة الصالون التي تم تسويقها على أنها فولكس فاجن ديربي.
سيارات الفولكس فاجن تم بناؤها من منصات مختلفة حملت اسم بولو على اللوحة. وعلى سبيل المثال فولكس فاجن بولو بلايا الهاتشباك التي كانت تباع في جنوب أفريقيا في أواخر التسعينيات كانت إعادة تسمية للسيات ايبيزا التي لديها تصميم مختلف للنتوء عن ذلك الموجود بالماركة الثالثة للبولو التي كانت تباع في أوروبا في الوقت نفسه. الصالون الحالي لا يتوفر إلا في الصين وأمريكا اللاتينية وجنوب أفريقيا وغيرها من بلدان أفريقيا الجنوبية.

### المركز في مجموعة فولكس فاجن
عندما بدء العمل بها في عام 1975، كانت فولكس فاجن بولو هي ثاني طراز للقيادة جر أمامى هاتشباك، ويقع مركزها في هذه المجموعة تحت الغولف، التي تم تدشينه في العام السابق. ظلت النموذج الأصغر في مجموعة فولكس فاجن حتى عام 1998، عندما تم تقديم فولكسفاغن لوبو. فولكس فاجن بولو لا تزال ثاني أصغر نموذج، أكبر من فوكس وأصغر من الغولف. (في أمريكا الشمالية، فولكسفاغن غولف هي أصغر السيارات المتاحة، حيث لم يتم بيع البولو أبدا في هذه المنطقة.)
على مر الأجيال، كما هو الحال مع العديد من ماركات السيارات الأخرى الطويلة الأمد، ازداد حجم البولو، والتجسيد الأخير للبولو هو في الواقع أكبر من الأصلي للغولف ماركة I.
الجيل الخامس للبولو ميكانيكيا مشابهة جدا لMK4 سيات ايبيزا والأودي A1 القادمة، ويستند على أساس معيار منصة مجموعة فولكس فاجن التي تستخدم لعدة نماذج.

### نسخ الأداء ورياضة السيارات
فولكس فاجن رائدة في ما يسمى الهاتش الساخنة وهي نوع من الهاتشباك ذات الأداء العالي مع غولف GTI في عام 1975، وقد أصدرت عددا من نسخ الأداء للبولو. وأول هذه النس هي للبولو جي تي إصدار ماركة 1F.
الماركة IIو IIF كانت متاحة كنماذج G40 السوبر. G40 جي تي مع موتورها البالغ 1.3 لتر 85 كيلو واط (115 حصان) يمكن أن تصل إلى 100 كلم / ساعة (62 ميلا في الساعة) في 8.1 ثانية من الجمود، والسرعة القصوى تبلغ 196 كلم / ساعة (122 ميلا في الساعة). كانت تستخدم من قبل مجموعة فولكس فاجن لتسجل عدد من السجلات العالمية لتحمل السرعة، مثل سجلات فئة 1.3 لتر للسرعة على مدى 24 ساعة وسرعة مسافة 5000 كيلومتر.
أسرع إصدار من الماركة III في السوق كانت في المملكة المتحدة هي 16 صمام نموذج ح 100 PS (74 كـو؛ 99 حصان). تم إنتاج طارز 120 حصانا (88 كيلوواط) بولو GTI أيضا، ولكن في طبعة محدودة في ألمانيا فقط، وهذه هي المرة الأولى التي تم فيها استخدام التسمية GTI في البولو. تم إنتاج نسخة من الموديل IIIF ماركة بولو، مع محرك 125 حصانا (92 كيلوواط) 1.6 لتر محرك البنزين.
في عام 2004 قامت فولكس فاجن الفردية، وهي الوحدة المتخصصة في فولكس فاجن، بإنتاج عددا محدودا من (ماركة بولو أربعة) النادي الرياضي مع محرك 1.8T 180 hp/132 كيلوواط. متوفرة فقط في ألمانيا، وكان هذا على أساس جعلها من سلسلة سباقات بطولة بولو ريسر  هاتشباك. وتم تصميم سلسلة النادي الرياضي مع قفص ملفوف داخل السيارة والمقاعد ريكارو للسباق بشكل أساسي.
وهناك نسخة من ماركة GTI بولو أطلقت في عام 2006. وهذه لها ملامح مماثلة لتلك التي صحبت الغولف المعاصرة والصمام التوربينى20 ومحرك البنزين 1.8 لتر و180 حصانا. تستطيع القام ب0-60 ميل في الساعة وتصل سرعتها القصوى إلى 134 ميل/س (216 كم/س) 8.2 في الثانية
فولكس فاجن الفردية قاموا بتصميم هندسي للبولو أسرع يسمى بولو GTI فئة الكأس. المتاحة مع محرك 1.8T نفسه، وإن كان ذلك مع 180 حصانا (130 كيلوواط)، وتدعى القيام ب0-100 كلم / ساعة (0-62 ميلا في الساعة) وهو 7.5 ثانية ولها سرعة أعلى 225 كم/س (140 ميل/س)
أصدرت فولكس فاغن راسينغ في جنوب أفريقيا عربة ذات الدفع الرباعي مارك بولو IVF التي تشارك شقيقتها بعض المكونات بطولة العالم للراليات (WRC) سكودا فابيا، وS2000 لديها 2.0 لتر 191 كيلووات (260 حصانا) المحرك.
ماركة بولو أربعة قد دخلت حيز عضو في بطولة العالم للراليات (JWRC).
كان هناك عدد من سلسلة الإنتاج الواحد للسباق للبولو، بدءا من فولكس فاجن بولو G40 الكأس الماركة الثانية والماركة IIF، من إصدار G40. سيارة البولو بطولة الكأس الحالية105 bhp (78 كـو) هو سباق السيارات في جولات من دويتشه توورينواغين الأساسية.

## نماذج ذات صلة
```
أول إصدار للبولو كان إعادة تسمية 
للأودي 50
 هاتشباك صدرت في آب / أغسطس 1974.
[
2
]
```

تم إيقاف الأودي 50 في عام 1978 حيث ركزت أودي على نماذج فاخرة أكبر. الماركة الثانية والأولى للبولو كانت نماذج مستقل في مجموعة فولكس فاجن.
مع التوسع في مجموعة فولكس فاجن تم الاستحواذ على أودي (في 1960s)، وسيات (في 1980s) وسكودا (في 1990s)، وعلى تم تقاسم المنصة التي تستخدم للبولو مع نماذج أخرى.
الماركة الثالثة للبولو كانت تشارك الماركة الثانية من سيات ايبيزا. وتم إصدار الايبيزا فعلا قبل البولو، وتقاسموا في الأساس جميع النواحى الآلية، لوحة القيادة وغيرها من المكونات الداخلية، على الرغم من أن لوحات جسد العربة مختلف بين السيارتين. الصالون وإصدارات الحوزة من الماركة الثالثة من بولو تم فعلا إعادة تسميتها إلى سيات كوردوبا ولم يكن لها هيئة مشتركة للوحات مع هاتشباك بولو. السيات الإنكا وفولكس فاجن كادى الشاحنة كانت أيضا مبنية على أساس هذا النموذج. وفولكس فاجن لوبو وسيات أروزا تم بناءهم أيضا على نسخة مختصرة من ماركة بولو الثالثة.
ماركة بولو الرابعة استمرارت في هذا الاتجاه لتقاسم المنصة مع سيات ايبيزا ماركة ثلاثة وسكودا فابيا ماركة واحد واثنين على حد سواء التي يجري تطويرها على نفس المنصة، وتضم العديد من نفسه المحركات.
في عام 2009 تم تطوير ماركة بولو الخامسة على أحدث منصة PQ25، المنصة ذاتها التي استخدمت في سيات ايبيزا الماركة الرابعة التي صدرت في عام 2008 والموديل القادم للأودي A1.

## نماذج جسد السيارة

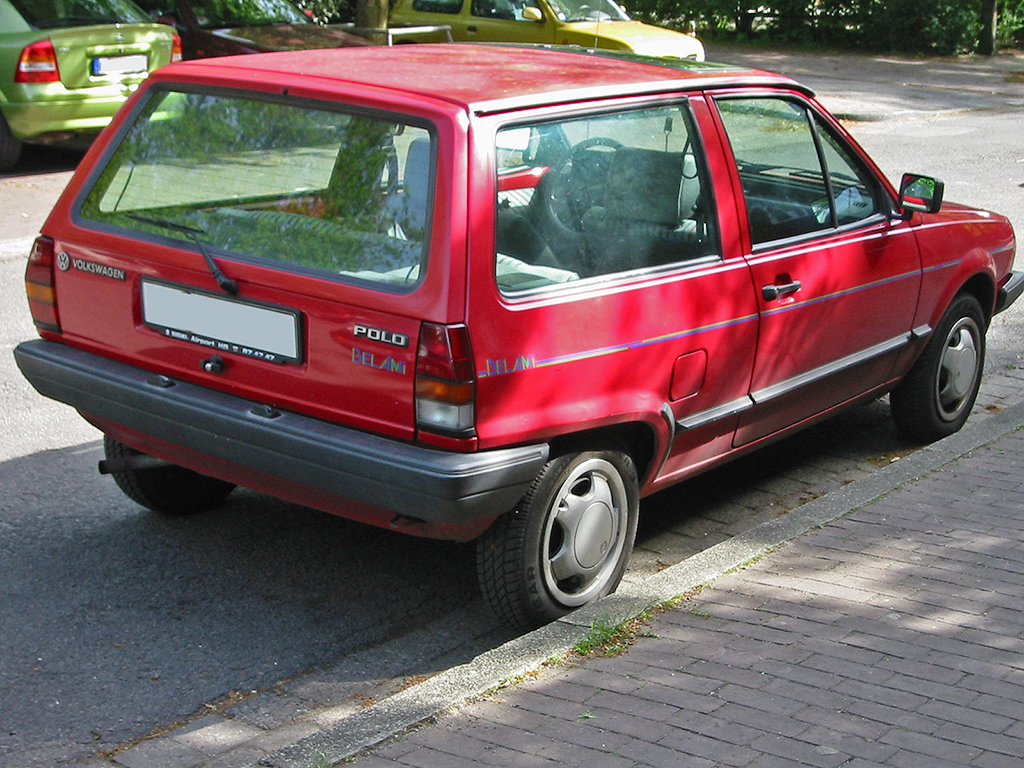
الماركة الثانية بولو الشكل "ستايشن"

النماذج الأولى للبولو كانت هاتشباك، مع صالون جري تسويقه على أنه ديربي فولكس فاجن.
مع وصول نموذج الماركة الثانية، تم تغيير اسم الصالون إلى فولكس' فاجن ' ونمط الهاتشباك تم تغيير اسمه إلى الكوبيه، فولكس فاجن بولو كوبية. على نحو غير عادي، البولو التي تم تسويقها باعتبارها هاتشباك كانت أقرب إلى مفهوم الاستيت. هذا الإصدار هو الأكثر شعبية في كل بلد تقريبا حيث تم بيع البولو.
ابتداء من الماركة الثالثة، كانت المجموعة تتطور بشكل مباشر ة أكثر تقليدية، بما في ذلك الصالون الذي لا لبس فيها، ونماذج الهاتشباك والاستيت.

### ملخص تصميم جسد السيارة
- 3 أبواب هاتشباك (كافة الإصدارات) -- الماركة الثانية وIIF، كانت متوفرة في كلا من أنماط الثلاث أبواب منفصلة في الهاتشباك، واحدة منها تم الأشاره لها بوصفها كوبيه
- الصالون 2 باب (الماركة واحد،IF، اثنين، IIF)
- الصالون 4 باب (الماركة ثلاثة و IIIF)
- 5 أبواب هاتشباك (الماركة ثلاثة، IIIF، الرابعة، IVF)
- 5 باب استيت (الماركة الثالثة و IIIF)
- 5 أبواب كروس أوفر على غرار (2WD) الهاتشباك (الماركة الرابعة و IVF)

## التصميم الميكانيكي
البولو سيارة مدمجة، مع محرك تقليدي تصاعد بشكل مستعرض مع دفع أمامى. الماركة الأولى للبولو ظهرت فقط مع أربع أسطوانات محرك البنزين، ولكن الماركة الثانية تم تقديم محرك الديزل فيها للمرة الأولى، وإن كان ذلك في بعض الأسواق، والبعض الآخر اضطر إلى الانتظار حتى بدء الماركة الثالثة. النطاق الحالي يتضمن مجموعة متنوعة من ثلاث وأربع أسطوانات للبنزين ومحركات الديزل.
الإصدارات الأولية كانت تستخدم أربعة تروس محولات للسرعة اليدوية، في حين أن السيارة الحالية متاحة سواء مع خمس سرعات يدوية أو أربع سرعات أوتوماتيكية. نظام التعليق على كل النماذج يستخدم تبختر ماكفيرسون المستقل التعليق الأمامي، وتويست بيم للتعليق الخلفي. معظم النماذج تستخدم مكابح قرصية في أسطوانة الفرامل في الأمام والخلف، على الرغم من أن بعض النماذج في الآونة الأخيرة لها أقراص فرامل كاملة الدائرة.

## ماركة بولو الأولى (تصميم 86، 1975-1979)
الجيل الأول للبولو، وهو إعادة تسمية للأودي 50، تم تقديمه في عام 1975 وظل ينتج حتى أكتوبر 1981. بحلول عام 1979، أتم إنتاج 500,000 عربة بولو في جميع أنحاء العالم  وشاطرت التقسيم الداخلي 86لتصميم  الأودي 50.
الاختلافات بين الأودي والفولكس فاجن في النماذج كانت طفيفة، مع كون البولو أرخص وأبسط بكثير. السيارتين كانت تباع في البداية جنبا إلى جنب مع بعضهما البعض، ولكن لم تباع الأودي 50 بنفس المعدل، وسحبت في عام 1978. تم تصنيع البولو في مصنع فولكسفاغن في فولفسبورغ.
وكانت ماركة البولو متاحة مع محركات التالية:
- 895 سم مكعب، على التوالي - 4 البنزين (هاتشباك فقط)
- 1093 سم مكعب على التوالي - 4 البنزين و 50 حصانا (37 كيلوواط)
- 1272 سم مكعب، على التوالي - 4 البنزين، (بولو جي تي، ديربي نماذج سيدان، أودي 50 فقط)

تم استخدام مستويات مختلفة من الضغط على كل مخرج طاقة مختلف، والاختلافات كثيرة، غالبا ما يختلف تبعا للبلد المعني للبيع، والتي تتراوح من 35 إلى 60 س (من 26 إلى 44 كيلوواط) وفقا لبلد البيع..

### ماركة بولو الأولى (شد وجه/فاسيليفتيد) (1979-1981)
الماركة بولو الأولى وديربي تم عمل الفاسيليفت لهم في عام 1979. يشار إليه أحيانا باسم العلامة IF، النموذج فاسيليفتيد يميزة مصدات البلاستيك، اختلاف الشبك الأمامي ولوحة القيادة المنقحة. المصابيح الأمامية المستديرة للديربي استبدلت بأخرى مربعة، مما جعلها متماشية مع مماثلة لجولف جيتا الصالون (ولكن أكبر).

## الماركة بولو الثانية (موديل86C 1981-1990)
الماركة بولو الثانية (أو موديل 86C)قدمت في تشرين الأول عام 1981،  مع تغيير كبير وإدخال تصميم ثالث للجسم مع الحاد (شبه عمودي) للنافذة الخلفية، بالإضافة إلى نسخة تشبه شكل الماركة الأولى مع النافذة الخلفية المائلة. هذان التصميمان تمت تسميتهم واجون (في بعض الأسواق) كوبيه، وإن كان في الواقع أنهم كانوا على حد سواء بثلاثة أبواب هاتشباك، وفي بعض الأسواق، لم تستخدم تسمية الواجون مع تسميتها ببساطة سيارة «فولكس فاجن بولو» من دون لاحقة. وكانت النسخة السيدان تسمى الآن بولو كلاسيك، وانقرض اسم دربي. تم توسيع نطاق الإنتاج إلى إسبانيا في منتصف الثمانينيات بعد استيلاء فولكسفاغن على سيات. وبحلول عام 1983، تم إنتاج السيارة بولو رقم المليون. المليون الثانية تم إنتاجها عام 1986.
على الرغم من أنه كان لا يزال يتم تسويقها باعتبارها سوبيرميني للتتنافس مع من يحب مترو أوستن، فورد فييستا ورينو 5، ولكن البولو كانت أكبر من معظمها—إن لم يكن كل—منافسيها، وكانت لها شبه كبير من السيارات العائلية الصغيرة مثل فورد اسكورت أسترا وفوكسهول / أوبل كاديت. السعر والراحة والمواصفات كان يتم مقارنتها أيضا مع تلك السيارات الأكبر حجما.
الماركة بولوالثانية كانت تستخدم على نطاق واسع من فولكس فاجن لتطوير ابتكارات مستقبلية، على سبيل المثال مع شاحن سوبر توربو جي 40 فيالإصدار جي تي G40. كان هناك مجموعة من 60 ملم، سام جى في وقت لاحق يمكن استخدامها على محرك أكبر وأكثر تحديا تقنيا وهوG60 المستخدم في الغولف والكورادو.
تم عمل نموذج لمحرك وقود الديزل اثنين أسطوانة بشكل أولي في منتصف الثمانينيات مع الشحان G40 للتغلب على قدرتها الصغيرة، على الرغم من هذا لم تصل للإنتاج. التصميم الأكثر كفاءة لمحرك الوقود الذي وصل إلى الإنتاج كان فورميل إى (أي اختصار للاقتصاد)، التي قدمت في عام 1983. استخدم هذا التصميم ارتفاع ضغط المحرك 1272 سم مكعب، نسب تعشق التروس كانت أطول وكان هناك نظام وقف مبكر لبدء تشغيل نظام الإشعال (يسمى "SSA") الذي من شأنه خفض المحرك عندما يظل خاملا لأكثر من ثانيتين لتوفير الوقود في حين يوقفت بشكل مؤقت أثناء حركة المرور، وإعادة بدء تشغيل المحرك عند تحريك مقبض علبة التروس إلى اليسار في وضع المحايد. نظم مماثلة استخدمت فيما بعد على فولكس فاجن جولف Mk3 ونظم مختلفة من شركات صناعة السيارات الأخرى.
كان استيرادها قد كسب شعبية في المملكة المتحدة، وتنافس مع أمثال بيجو 205، وفيات أونو نيسان ميكرا. موثوقيتها ونوعية البناء كانت من بين أفضل ما يمكن العثور عليه في سيارة صغيرة في هذا العصر.
الماركة الثانية كانت متاحة مع المحركات التالية:
- 1093 سم مكعب على التوالي - 4 بنزين (1981-1983)
- 1272 سم مكعب على التوالي - 4 بنزين (1981 --)
- 1043 سم مكعب على التوالي - 4 بنزين (1983 --)
- 1272 سم مكعب على التوالي - 4 بنزين مع حقن الوقود ومجهزة بمحول الحفاز. (1983 --) جي تي
- 1272 سم مكعب على التوالي - 4 بنزين السوبر مع 113 حصانا (83 كيلووات) (G40 إصدار 1987 فقط)
- 1.3 لتر الديزل - 4 على التوالي (1986 --)
- 1.4 لتر الديزل على التوالى- 4 (1990 --)

### ماركة بولو الثانية (شد وجه/فاسيليفتيد) (1990-1994)
ماركة بولو الثانية (المشار اليه على النحو IIF، تعرف كذلك بصورة غير رسمية باسم «الماركة 3») شهدت مصابيح أمامية مربعة، وإعادة تشكيل موسع لاضواء المؤخرة، مصدات أكبر ودواخل جديدة (لوحة أجهزة القياس وتعديل الباب)  تم المحافظة على ثلاثة أنماط مختلفة من الجسم. فضلا عن الاختلافات التجميلة، وتحت السطح وردت تعديلات على الهيكل والتعليق والفرامل. كانت البولو الجديدة لا تزال لديها 4 أسطوانات في المحرك ولكن الآن كان لها كذلك الكربوراتور 1.0 لتر، لحقن الوقود الذي كان متوفرا مع نموذج واحد لحقن النقطة وجميع محركات جاءت قياسية مع محول حفاز لمكافحة تشديد القوانين الأوروبية لانبعاثات السيارات. الصالون فقط كان يتم إنتاجة في أسبانيا، وتوقف الإنتاج في عام 1992.
الميزة الذكية في هذا الإصدار من بولو كان وحدة ستيريو / شرائط كاسيت والتي يمكن إزالتها بالكامل. هذه الميزة لاقت إعجاب المشترين، الذين كانوا قادرين على إزالتها من السيارة كإجراء أمني.
في ذلك الوقت الذي تم فيه إطلاق ماركة البولو IIF، كان أعلى معدل أداء لنموذج في جي تي بولو. هذا النموذج احتوى على نظام حقن وقود متعدد النقاط لمحرك 1272 سم مكعب. هذا أنتج 75 bhp (56 كـو) وكانت سرعة النقل الأعلى 107 ميل/س (172 كم/س) 0-60 وأرقام التوقف ما زال قائما على 11.1 ثانية. الملامح المحددة للجى تى تشمل الأنابيب الحمراء في المصدات، القماش الأسود، عداد دوران المحرك ووسام «جي تي» الأحمر في الشبكة. تلى ذلك إطلاق G40 في أيار 1991 مما وضع جى تى في مركز أقوى بولو في ذلك الوقت. جي تي المربعة الظهر تم وقفها في عام 1992 بسبب ضعف المبيعات مقارنة مع النسخة الكوبيه.
بعد وقت قصير من إطلاق الماركة IIF، أضيف نموذج آخر رياضي إلى هذه المجموعة—وهي نسخة جديدة من G40 السوبر، وهي الآن نموذج الإنتاج الكامل في جميع الأسواق وليست دفعة محدودة من الماركة الثانية G40. كما هو الحال مع الطراز السابق، السيارات الفولكسفاغن موتورسبورت المعدلة G40 تم بيعها للسباق بشكل سلسلة الإنتاج الفريد والأوحد كأس فولكس فاجن بولو G40. الملامح التي تميز G40 بولو من النماذج الأخرى في ذلك الوقت (بالإضافة إلى جي تي) تشمل الإريال الذي يشبه ذنب النحل، العجلات بى بى إس المعدنية، الدواخل الأمامية والخلفية مضاف لها الشارات الحمراء "G40".

## ماركة بولو الثالثة (التصميم 6N، 1994-1999)
ماركة بولو الثالثة (أو التصميم 6N، يشار إليه أحيانا باسم «مارك 4») ظهرت في عام 1994، ، وكانت نموذجا ] هذه المنصة استخدمت فعليا أرض فولكسفاغن غولف Mk3 (عدد كبير من الأجزاء الميكانيكية وكافة مكونات التعليق تم تبادلها بين النماذج الثلاثة). وعلى الرغم من لوحة القيادة وعدد من المكونات الميكانيكية، بما في ذلك المحركات كانت تتشابه مع ايبيزا، ولكن ظاهريا السيارتين كانتا مختلفتين، من دون لوحات مشتركة في الهيكل.
الصالون وإصدارات إستيت من الماركة الثالثة كانت أساسا قد تم إعادة تسميتها من سيات كوردوبا، التي أصدرت في العام السابق. كانوا يشيرون إليها داخليا في فولكسفاغن تحت اسم 6KV التصميم ، وتقاسم شكل هيكل النموذج سيات بدلا من نماذج للبولو هاتشباك، مع بعض التعديلات التجميلية مثل الخلفية الجديدة والمصدات الأمامية والمصابيح الأمامية. فولكس فاجن فان تتشارك أيضا في نفس المنصة الأمامية والتصميم ونماذج 6KV.
فولكس فاجن لوبو وسيات أروزا سيتى استندت لنسخة مختصرة من تصميم منصة 6N، وتشاركت في العديد من المكونات.
كانت السيارة متوفرة مع محركات التالية:
- 1043 سم مكعب على التوالي - 4 بنزين 45 PS (33 كـو؛ 44 حصان) (1995-97)
- 1272 سم مكعب على التوالي - 4 بنزين 55 PS (40 كـو؛ 54 حصان) (1995-96)
- 1.6 لتر بنزين - 4 على التوالي 75 PS (55 كـو؛ 74 حصان)
- 1.4 لتر على التوالي 16 - 4 صمام بنزين 100 PS (74 كـو؛ 99 حصان) (كود المحرك—AFH)
- 1.4 لتر بنزين - 4 على التوالي 60 PS (44 كـو؛ 59 حصان) (1996 --)
- 999 سم مكعب على التوالي - 4 بنزين 50 PS (37 كـو؛ 49 حصان) -- الألمنيوم جديد المتعدد نقاط الحقن (1997 --)
- 1.6 لتر على التوالي 16 - 4 صمام البنزين 120 PS (88 كـو؛ 120 حصان) (LHD الأوروبية GTI النموذج هذا فقط)
- 1.6 لتر البنزين - 4 على التوالي 100 PS (74 كـو؛ 99 حصان) (6K الصالون ونماذج استيت فقط)
- 1.6 لتر البنزين - 4 على التوالي 75 PS (55 كـو؛ 74 حصان) (6K الصالون ونماذج استيت فقط)
- 1.9 لتر الديزل - 4 على التوالي 64 PS (47 كـو؛ 63 حصان)

### ماركة بولو الثالثة (شد وجه/فيسليفتيد) (التصميم 6N2، 2000-2002)
الماركة فاسيليفتيد الثالثة المرحلة الثانية  (أو التصميم 6N2 ؛ يشار إليها في بعض الأحيان بماركة IIIF أو «مارك 5») وتم إصدارها في عام 2000. وظهرت نماذج هاتشباك المستحدثة في ذلك التصميم الجديد والمصدات الأمامية والداخلية وكل جديد على أساس ذلك الذي في لوبو. على الرغم من أن السيارة كانت تشبه في مظهرها الماركة الثالثة إلا أن فولكس فاجن ادعت أن 70 ٪ من عناصرها كانت جديدة. جسم السيارة تم جلفنيه تماما وتشديد التصميم ولكن ليس بشكل كامل، على الرغم من أن بعض اللوحات قد تغيرت. المقود، المكابح المانعة للانغلاق وأكياس هوائية مزدوجة كانت قياسية. إصدارات الصالون واستيت تلقت دواخل جديدة، ولكن ليس على كامل الوجه الخارجي. وتم أيضا، إدخال 3 أسطوانات للمحرك 1.4 تي دي آي لل3 و 5 أبواب هاتشباك، فضلا عن الإصدار 1.6 16v GTI. ماركة IIFبولو كلاسيك لا تزال تباع في المكسيك والأرجنتين. في المكسيك، تعرف باسم دربي.
كلا الإصدارين من ماركة بولو الثالثة كانت تباع بشكل قوي في المملكة المتحدة، ولم تصل إلى حد بعيد في المنافسة مع زعماء السوق مثل فورد فييستا وفوكسهول كورسا، ولكن كانت منافسا قويا لأمثال فيات بونتو نيسان ميكرا. في وقت إطلاقها، كان يمكن القول إنها أفضل سيارة صغيرة للبيع في بريطانيا من حيث نوعية البناء وشعور «الترف»، وهو الأمر الذي كان غائبا بشكل ملحوظ لمن يحب لساكسو سيتروين وبيجو 106. وتم اعتبار TDI 1.4 الأفضل في هذه المجموعة نظرا لموثوقيتها، واستهلاك الوقود، والقوة النسبية، لمحرك صغير.
الجوائز
- 1999 مشتري السيارات المستعملة «أكبر جوائز شراء السيارات المستعملة» -- أفضل سيارة اقتصادية
- 1998 جائزة مجلة توب جير «للسيارات الأعلى» -- أفضل سيارة صغيرة
- 1997 أونو اكسبريس «سيارة جديدة مع مرتبة الشرف» -- أفضل سيارة صغيرة
- 1997 «سيارة كاملة سنة الجوائز» -- أفضل سيارة صغيرة
- عام 1995 أي منها؟ مجلة «أفضل الشراء» -- أفضل سيارة صغيرة

### بلايا بولو (1996-2002)
'فولكس فاجن ' كانت النموذج لسوق جنوب أفريقيا. تم بيعها بدلا من ماركة بولو الأوروبية الثالثة من عام 1996 حتى عام 2002، وكانت تم غعادة تسكيتها بشكل فعال من سيات ايبيزا الماركة الثانية. في عام 2002 تبنت جنوب إفريقياماركة بولو الرابعة وبذلك تم إسقاط نموذج بولو بلايا.

## ماركة بولو الرابعة (تصميم9N 2002-2005)
كشف النقاب في أيلول / سبتمبر 2001، عن الماركة الرابعة الجديدة (أو تصميم 9N، في بعض الأحيان يشار إليها أيضا باسم «مارك 6») تم تقديم النموذج للبيع في أوائل عام 2002. كانت تتشارك المنصة مع سيات ايبيزا Mk3، Mk1 سكودا فابيا وسكودا فابيا Mk2. السيارة كانت جديدة كليا بالمقارنة مع الماركة الثالثة F، ويحمل مزيدا من التشابه الهيكلي للتصميم 6KV أكثر من التصميم 6N ؛ التغيير الظاهري الأكثر تعرفا هو استخدام المصابيح الأمامية المستديرة الرباعية المماثلة لللوبو.

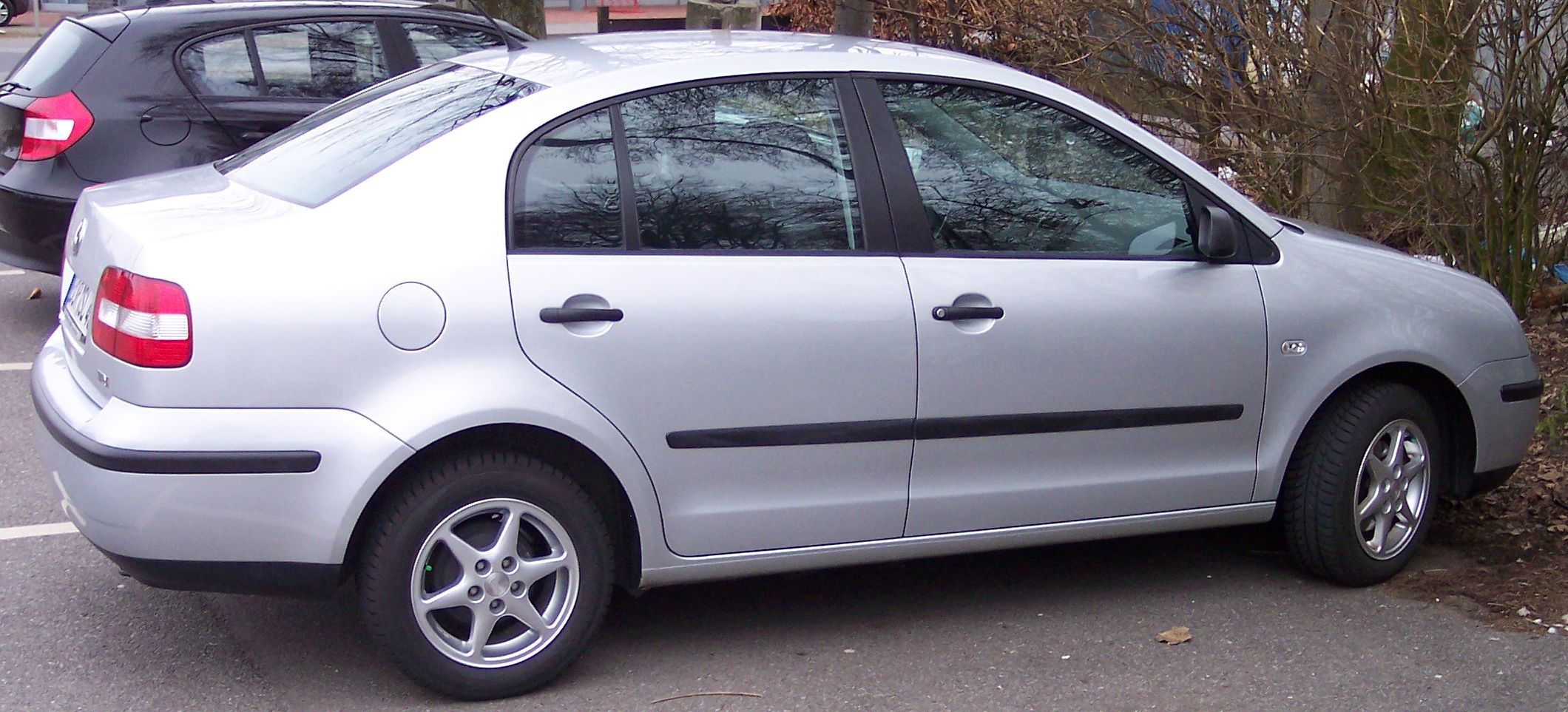
تمهيد خطوة للوراء لإعاده إصدار مجموعة بولو في عام 2003

السيارة كانت متوفرة مع محركات التالية:
- 1.2 لتر على التوالي 3 - 6 - صمام البنزين و 55 حصانا (40 كيلوواط)
- 1.2 لتر على التوالي 12 - 3 - صمام البنزين و 65 حصانا (47 كيلوواط)
- 1.4 لتر على التوالي 16 - 4 - صمام البنزين و 75 حصانا (55 كيلوواط)
- 1.4 لتر على التوالي 16 - 4 - صمام الطبقية حقن وقود البنزين، و 86 حصانا (62 كيلووات) (إف إس آي نموذج FSI)
- 1.4 لتر على التوالي 16 - 4 - صمام البنزين، و 100 حصانا (74 كيلووات) (16Vطراز ).
- 1.4 لتر على التوالي - 3 تي دي آي، و 75 حصانا (55 كيلوواط).
- 1.9 لتر على التوالي SDI - 4، 64 حصانا (47 كيلوواط)
- 1.9 لتر على التوالي - 4 تي دي آي، و 100 حصانا (74 كيلوواط)
- 1.9 لتر على التوالي - 4 تي دي آي، و 130 حصانا (96 كيلووات) (جي تي النموذج الوحيد).
- 1.6 لتر على التوالي بين 4 و 8 صمام البنزين، 101 PS (74 كـو؛ 100 حصان)، كتلة من الحديد الزهر، علبة التروس اليدوية قصيرة جدا (السوق البرازيلية)
- 2.0 لتر على التوالي بين 4 و 8 صمام البنزين، 115 PS (85 كـو؛ 113 حصان)، كتلة من الحديد الزهر، علبة التروس اليدوية قصيرة جدا (السوق البرازيلية)

الأبعاد :
- الطول : 3897 ملم
- العرض : 1650 ملم
- الارتفاع: 1465 ملم
- قاعدة العجلات : 2460 ملم

فولكسفاغن السباق قامت بإدخال بولو S1600 2003 في بطولة العالم للراليات، وفازت بالجولة التركية. سوبر 1600 طورت 165 kW/215 إلى العجلات الأمامية.
هذا الإصدار من البولو كان متفاوت النجاح في المملكة المتحدة. انها باعت بشكل معقول (وإن لم يكن كبعض البولو في وقت سابق) ولكن عدة استقصاءات رضا العملاء عن طريق مجلات السيارات البارزة مثل توب جير أعطت للبولو تقدير منخفض للغاية. توب جير لعام 2005 قام بتقييم البولو كأقل ثالث سوبيرميني إرضاء يمكن تملكها، فقط فيات بونتو وروفر 25 تلقتا تقدير أسوأ. وسقطت وراء معظم منافسيها، وهما فورد فييستا، فوكسهول كورسا، رينو كليو وبيجو 206.

### بولو فن/ بولو ديون
كانت هناك نسخة كروس أوفر للبولو، مماثلة لتلك الروفر ستريتوايز، مع تصميم «الطرق الوعرة»، واسمه بولو فن (بولو ديون في المملكة المتحدة)، ولكن على الرغم من مظهر السيارة لم تكن متاحه مع بالعجلات الأربع التي تعمل قي الإتجاهات الأربع. نسخة الصالون، كانت تسمى بولو كلاسيك، وكانت تنتج في البرازيل، وجنوب أفريقيا والصين، ويتم تصديرها إلى بقية دول أميركا اللاتينية وأستراليا.
بولو كلاسيك لسوق أستراليا كان مصدرها الصين، مما يجعلها أول سيارة بنيت في الصين يتم تصديرها إلى بلد تقود والموقد على اليمين. 

### ماركة بولو الرابعة (فيسليفتيد) (9N3 ، التصميم 2005-2009)
في عام 2005، تم تعديل الماركة الرابعة إلى فولكس فاجن باسات بمصابيح أمامية وخلفية قطعة واحدة وظهر مختلف. هذا النموذج الفاسيليفتيد والمعروفة رسميا باسم الماركة الرابعة المرحلة الثانية  أو التصميم 9N3، وأحيانا يشار إليه باسم الماركة IVFأو «مارك (7)». صممت من قبل والتر دى سيلفيا، في المملكة المتحدة، ماركة IVF متوفرi في سبعة مستويات مختلفة، تتراوح ما بين بولو الأساسية E وبولو GTI. نطاق المحرك مثل الماركة الرابعة، مع إضافة المحركات التالية :
- 1598 سم مكعب، على التوالي بين 4 و 16 صمام البنزين، 77 كـو (105 PS؛ 103 حصان)
- 1781 سم مكعب، توربوشارغيد مستقيم - 4، 20V البنزين، و 150 حصانا (بولو GTI نماذج فقط) -- طبعة كأس  الخاصة GTI مع 180 PS:
- 1422 سم مكعب، على التوالي بين 3 و 70 و 80 حصانا (51 و 59 كيلوواط) TDI
- 1896 سم مكعب، على التوالي بين 4 و 100 و 130 حصانا (74 و 96 كيلوواط) TDI
- 1984 سم مكعب، على التوالي بين 4 و 8 صمام البنزين، و 116 حصانا (85 كيلووات) (سوق جنوب أفريقيا)
- 1.6 لتر على التوالي بين 4 و 8 صمام مركبة ذات وقود مرن، 101 حصانا (بنزين) / 103 حصانا (ايثانول)، كتلة من الحديد الزهر، علبة التروس اليدوية قصيرة جدا (السوق البرازيلية)
- 2.0 لتر على التوالي بين 4 و 8 صمام البنزين، 115 PS (85 كـو؛ 113 حصان)، كتلة من الحديد الزهر، علبة التروس اليدوية قصيرة جدا (السوق البرازيلية)

الأبعاد:
- الطول : 3926 ملم
- العرض : 1650 ملم
- الارتفاع: 1465 ملم
- قاعدة العجلات : 2460 ملم

### كروس بولو
السيارة المصغرة ذات الدفع الرباعي، (ولكن لا تزال ذات جهازين دفع الرباعي)هي نسخة كروس بولو من ماركة IVF التي أنتجت أيضا خلفا للبولو فن. في عام 2007، قدمت لأول مرة في فولكس فاجن قطاع منتجات بلو مع التركيز على خفض الانبعاثات العالية، والاقتصاد في استهلاك الوقود. أول سيارة فولكس فاجن في إطار مجموعة بلو هو تعديل 1.4 لتر فولكسفاجن بولو تي دي آي مع نسب أطول في محرك التروس، والتغيرات الهوائية للنظام وسبائك معدنية خفيفة الوزن مع إطارات منخفضة المقاومة. والنتيجة النهائية هي سيارة قادرة على إنتاج أقل من 100g/km من CO2 مع الاقتصاد في استهلاك الوقود يصل إلى 74.3mpg على الدورة المركبة. تخطط فولكس فاجن لاستخدام المنصة التي وضعتها للبولو لتوسيع نطاقاتها من نظام بلو ليضم فولكسفاغن غولف وفولكس فاغن باسات.

## ماركة بولو الخامسة (التصميم 6R، 2009 إلى الوقت الحاضر)
أطلقت فولكسفاغن بولو الجيل الخامس (تعيين التصميم6R){/0الداخلي } في معرض جنيف للسيارات في مارس 2009.
تتشارك مع منصة MK4 سيات ايبيزا لعام 2008 وأودي A1.القادمة الإنتاج لسوق المملكة المتحدة من المقرر أن يبدأ في صيف 2009، مع صدور الشحنات الأولى في أكتوبر 2009.
وتظهر الصور الرسمية التي صدرت للبولو الجديدة التصميم الذي يلي خطوات الجولف السادسة.
وماركة بولو الخامسة هو أطول 36 ملم و 32 ملم أوسع وتقترب 13 ملم من الطريق أكثر من الجيل السابق من البولو. قدرة التمهيد في الزيادة بنسبة 10 لترا إلى 280 لترا من مساحة التخزين مع 952 لترا والمقاعد مطوية إلى أسفل. السيارة أخف وزنا من سابقتها بنسبة 7.5 ٪. للبولو أكياس هوائية للقفص الصدري ومنحت خمس نجوم منالبرنامج الأوروبي لتقييم السيارات الجديدة ‏ في تقييم أثر التحطم. محركات على النحو التالي :
- 1.2 لتر، و 3 أسطوانات بنزين، 60 PS (44 كـو؛ 59 حصان) أو 70 PS (51 كـو؛ 69 حصان) ؛ الكفاءة : 5.5L/100 كم (يدعى ذلك)
- TSI 1.2 لتر، ديزل 4 أسطوانات بنزين، 105 PS (77 كـو؛ 104 حصان)
- 1.4 لتر، 4 اسطوانات بنزين 85 PS (63 كـو؛ 84 حصان) ؛ الكفاءة : 5.9 L/100 كيلومترا (يدعى ذلك) -- مناسب للبنزين منخفضة الرتبة، واختياري 7 سرعات DSG
- تي دي آي 1.6 لتر، ديزل 4 أسطوانات مشتركة مع وقود الديزل للسكك الحديدية، 75 PS (55 كـو؛ 74 حصان) ؛ الكفاءة : 4.2L/100 كم (يدعى ذلك)، 109 غ / كم من ثاني أكسيد الكربون 2
- تي دي آي 1.6 لتر، ديزل 4 أسطوانات مشتركة مع وقود الديزل للسكك الحديدية، 90 PS (66 كـو؛ 89 حصان) ؛ الكفاءة : 3.8L/100 كم (يدعى ذلك)، 96 غ / كم من ثاني أكسيد الكربون 2 (بلو)
- تي دي آي 1.6 لتر، ديزل 4 أسطوانات مشتركة مع وقود الديزل للسكك الحديدية، 90 PS (66 كـو؛ 89 حصان)

GTIبلو وإصدارات البولو قد خطط لإنتاجها في عام 2010. الجيل القادم من بولو قد تصبح متاحة أيضا في أمريكا الشمالية أسرع من عام 2010، حيث كانت فولكس فاجن تبحث إضافة سيارة ثانوية إلى التشكيلة هناك. من المؤكد أن البولو وسوف تباع في أمريكا الشمالية، ولكن من غير المؤكد إذا كان سيتم إصدار الجيل الحالي أو من يخلفه.

## ماركة بولو السادسة (التصميم AW، 2017 إلى الوقت الحاضر)
الجيل السادس من فولكس واجن بولو كشف عنه لأول مرة في برلين في 16 يونيو 2017، وطُرح في الأسواق في أواخر عام 2017. يعتمد على منصة MQB A0 من مجموعة فولكس واجن، ويُقال إنه يحمل تحسينات في مساحة المقصورة والمحركات وتكنولوجيا الداخلية. إنه أول جيل من بولو لا يتوفر بهيكل ذو ثلاثة أبواب.
يبلغ طول بولو Mk6 81 مم (3.2 بوصة) وعرضها 63 مم (2.5 بوصة) وانخفاضها 7 مم (0.3 بوصة) عن سابقتها. لديها قاعدة عجلات بطول 2564 مم (100.9 بوصة)، وهي أطول بمقدار 92 مم (3.6 بوصة) من الطراز السابق. أدى اعتماد منصة MQB إلى زيادة الصلابة والتماسك مقارنة بالجيل السابق، حيث زادت الصلابة من 14000 نيوتن متر لكل درجة إلى أكثر من 18000 نيوتن متر لكل درجة وفقًا لشركة فولكس واجن.
ازدادت مساحة صندوق الأمتعة بنسبة 25٪ تقريبًا من 280 لترًا إلى 351 لترًا. كما أنها تتميز الآن بشكل اختياري بالجيل الثاني من شاشة ذات العرض الرقمي للمعلومات النشطة مقاس 11.7 بوصة، وهي الأولى من نوعها في فئتها. تأتي السيارة بشكل قياسي مع نظام الكشف عن التصادم الأمامي، ومساعدة النقطة العمياء، والفرملة الطارئة. يُقال إن السيارة قابلة للتخصيص بشكل كبير، حيث تتوفر في 14 لونًا خارجيًا و17 لونًا للوحة القيادة.
يتم تخصيص إنتاج جميع أسواق القيادة اليمنى لمصنع فولكس واجن في يوتينهاغ، جنوب إفريقيا. كما أن مصنع جنوب إفريقيا هو المنتج الوحيد لبولو GTI.

## الاقتصاد في استهلاك الوقود
استهلاك الوقود لجنوب أفريقيا نموذج بولو كلاسيك :
| (L/100 كم / امبريال ميلا في الغالون) |                             |                              |                             |
| نموذج                                | الطريق السريع               | الحضرية                      | المجموع                     |
| 1.4 الديزل                           | 4.7 ل/100 كـم (50.0 mpg‑US) | 8.5 ل/100 كـم (27.7 mpg‑US)  |                             |
| 1.4 بنزين                            | 6.5 ل/100 كـم (36.2 mpg‑US) | 11.0 ل/100 كـم (21.4 mpg‑US) |                             |
| 1.4 بنزين يدوى                       | 5.3 ل/100 كـم (44.4 mpg‑US) | 9.2 ل/100 كـم (25.6 mpg‑US)  | 6.9 ل/100 كـم (34.1 mpg‑US) |
| 1.6 بنزين يدوى                       | 5.3 ل/100 كـم (44.4 mpg‑US) | 9.2 ل/100 كـم (25.6 mpg‑US)  | 7.0 ل/100 كـم (33.6 mpg‑US) |
| 1.6 بنزين السيارات                   | 5.9 ل/100 كـم (39.9 mpg‑US) | 10.0 ل/100 كـم (23.5 mpg‑US) | 7.4 ل/100 كـم (31.8 mpg‑US) |
| 2.0 بنزين يدوى                       | 5.9 ل/100 كـم (39.9 mpg‑US) | 10.4 ل/100 كـم (22.6 mpg‑US) | 7.6 ل/100 كـم (30.9 mpg‑US) |
| 1.9 توربوديسيل 74 كيلوواط            | 4.0 ل/100 كـم (58.8 mpg‑US) | 6.4 ل/100 كـم (36.8 mpg‑US)  | 4.9 ل/100 كـم (48.0 mpg‑US) |
| 1.9 توربوديسيل 96 كيلوواط            | 4.3 ل/100 كـم (54.7 mpg‑US) | 6.8 ل/100 كـم (34.6 mpg‑US)  | 5.2 ل/100 كـم (45.2 mpg‑US) |

## وصلات خارجية
- فولكس فاجن بولو الموقع